# ガンダムバトルユニバース
『ガンダムバトルユニバース』（GUNDAM BATTLE UNIVERSE）は、アートディンクが開発し、バンダイナムコゲームスのバンダイブランドで2008年7月17日に発売されたPlayStation Portable用ソフト。略称は「ガンユニ」「GBU」。
『ガンダムバトルクロニクル』の流れを汲む3Dアクションゲーム。「ガンダムバトル」シリーズの4作目に当たる。
パッケージイラストはシリーズでお馴染みの森下直親によるもので、ラフレシア、フルアーマーΖΖガンダム、ガンダムMk-V、Ξガンダム、ガンダムF91が描かれている。

## 概要
これまでのシリーズ作品と同じくアニメ『機動戦士ガンダム』シリーズを題材にプレイヤーの分身となるキャラクターを作成、宇宙世紀の様々な戦乱を体験し戦い抜いて行く。
キャンペーンモードでは「一年戦争」（『機動戦士ガンダム』、『08MS小隊』、『0080』等）、「デラーズ紛争」（『0083』）、「グリプス戦役」（『Z』）に加え、新規キャンペーンとして「第一次ネオ・ジオン抗争」（『ΖΖ』）と「第二次ネオ・ジオン抗争」（『逆襲のシャア』）が追加。前作『バトルクロニクル』のデータをコンバート可能となっており、前作で獲得した機体や育成したパイロットのデータはほぼそのまま本作にて引き継ぐことができる。ゲスト参戦として『機動戦士ガンダム 閃光のハサウェイ』、『機動戦士ガンダムF91』が登場。『閃光のハサウェイ』がアクションゲームに登場するのは本作が初めてである。また新規ステージとして「宇宙鉱山」「平原」「空中」が追加された。これらの新規ステージは前作までのステージよりもマップが広くなっており、シリーズの持ち味である高機動戦に配慮した形となっている。
前作のミッション数は144、搭乗機体数は総計148だったが本作においては開発時に「200」をキーワードにしたとスタッフは語っており、ミッション数、機体数共に200を大幅に上回る数となっている。ミッション数の更なる増加に伴い分岐ミッションは失敗しても途中からやり直し可能となった。前作までは一年戦争から年代順にプレイする必要があったが、本作では時代選択が可能となり、いきなり『逆襲のシャア』の時代であるU.C.0093から開始することも可能となった。
また、本作では新たに「スキル」と「指示」というシステムが導入された。この他にも種々の細かな改善、変更点があるが、基本的なインターフェースは前作『クロニクル』と共通している。また、これまでのシリーズ作品は毎年9月～10月の秋に発売されるのが通例であったが、本作はクロニクル発売から半年後に発表、夏の7月半ばに発売という異例のスピードで制作されている。
本作がPSPにおけるガンダムバトルシリーズとしては最終作となり、『ガンダムアサルトサヴァイブ』というシステムを大幅に変更した作品が2010年に発売された。

## 新システム

### パイロットスキル
各パイロットが持つ特殊能力。発動条件が異なる「パッシブスキル」と「アディショナルスキル」が1つずつ、付与されている。
パッシブスキル
常時効果があるスキル。「スナイパー」「ジャンク屋」「IF貫通」「冷酷」「身軽」「姿勢制御」などがある。
アディショナルスキル
機体のHPが30%以下になった時に自動的に発動するもの。発動後10秒間無敵になる「やらせはせん」、HPが少量回復する「修復」、与えるダメージが1.2倍になる「激昂」などがある。

### 僚機指示
パートナーとして出撃しているCPU機に行動を指示するシステムで、格闘行為を優先する「GRAPPLE」、射撃攻撃を優先する「SHOOTING」、防御および回避を優先する「DEFFENSE」、そして、スペシャルアタックを行う「SP ATTACK」の4種類がある。うち、「SP ATTACK」はSPゲージが溜まっていないと使用できない。
指示はセレクトボタンと方向キーの組み合わせで行う。

## 登場機体
ユニット総数は約200種。

### U.C.0079（一年戦争）の機体
| 地球連邦軍    |                                               |                                                   |
| 型式番号      | 機体名                                        | 備考                                              |
| RX-78-1       | プロトタイプガンダム                          |                                                   |
| RX-78-2       | ガンダム                                      |                                                   |
| RX-78-2       | ガンダム（MC仕様）                            |                                                   |
| RX-78-3       | G-3ガンダム                                   |                                                   |
| RX-78-4       | ガンダム4号機                                 | 宇宙専用                                          |
| RX-78-5       | ガンダム5号機                                 | 宇宙専用                                          |
| RX-78-6       | ガンダム6号機                                 | 地上専用                                          |
| RX-78NT-1     | ガンダムNT-1アレックス                        |                                                   |
| FA-78-1       | フルアーマーガンダム                          |                                                   |
| RX-79[G]      | 陸戦型ガンダム                                | 地上専用                                          |
| RX-79[G]      | 陸戦型ガンダム（ジム頭）                      | 地上専用                                          |
| RX-79[G]Ez-8  | ガンダムEz-8                                  | 地上専用                                          |
| RX-79BD-1     | ブルーディスティニー1号機                     | 地上専用/NT搭乗不可                               |
| RX-79BD-3     | ブルーディスティニー3号機                     | NT搭乗不可                                        |
| RX-77-2       | ガンキャノン                                  |                                                   |
| RX-77D        | 量産型ガンキャノン                            |                                                   |
| RX-77D        | 量産型ガンキャノン(ホワイト・ディンゴ隊仕様） | 地上・寒冷地専用                                  |
| RX-75         | ガンタンク                                    |                                                   |
| RGM-79[G]     | 陸戦型ジム                                    | 地上専用                                          |
| RGM-79E       | 先行量産型ジム                                |                                                   |
| RGM-79        | ジム                                          |                                                   |
| RGM-79        | ジム(ホワイト・ディンゴ隊仕様）               |                                                   |
| RGC-80        | ジム・キャノン                                |                                                   |
| RGC-80        | ジム・キャノン(ホワイト・ディンゴ隊仕様）     |                                                   |
| RGM-79SP      | ジムスナイパーII                              |                                                   |
| RGM-79SP      | ジムスナイパーII(ホワイト・ディンゴ隊仕様）   |                                                   |
| RGM-79D       | ジム寒冷地仕様                                | 地上・寒冷地専用                                  |
| RGM-79G       | ジム・コマンド                                | 地上専用                                          |
| RGM-79GS      | ジム・コマンド（宇宙戦仕様）                  | 宇宙専用                                          |
| RB-79         | ボール                                        | 宇宙専用                                          |
| RB-79K        | 先行量産型ボール                              | 宇宙専用                                          |
| ジオン公国軍  |                                               |                                                   |
| MS-06F        | ザクII                                        |                                                   |
| MS-06F        | ザクII（ドアン専用）                          |                                                   |
| MS-06F        | ザクマインレイヤー                            |                                                   |
| MS-06S        | ザクII（指揮官用）                            |                                                   |
| MS-06S        | シャア専用ザクII                              |                                                   |
| MS-06FZ       | ザクII改                                      |                                                   |
| MS-06FZ       | ザクII改（フリッツヘルム）                    |                                                   |
| MS-06K        | ザクキャノン                                  |                                                   |
| MS-06R-1      | 高機動型ザクR-1型                             | 黒い三連星のパーソナルカラー機体 宇宙専用         |
| MS-06R-1A     | 高機動型ザクR-1A型                            | シン・マツナガのパーソナルカラー機体 宇宙専用     |
| MS-06R-2P     | 高機動型ザク（エリオット専用）                | 宇宙専用                                          |
| MS-06R-2      | 高機動型ザクR-2型                             | ジョニー・ライデンのパーソナルカラー機体 宇宙専用 |
| MS-06R-2      | 高機動型ザクR-2型（ギャビー専用）             | 宇宙専用                                          |
| MS-06R-2      | 高機動型ザクR-2型（ロバート専用）             | 宇宙専用                                          |
| MS-05B        | ザクI                                         |                                                   |
| MS-05B        | ザクI（ランバ・ラル専用）                     |                                                   |
| MS-05B        | ザクI（黒い三連星専用）                       |                                                   |
| MS-07B        | グフ                                          | 地上専用                                          |
| MS-07B-3      | グフカスタム                                  | 地上専用                                          |
| MS-08TX[EXAM] | イフリート改                                  | 地上専用/NT搭乗不可                               |
| MS-09         | ドム                                          | 地上専用                                          |
| MS-09R        | リック・ドム                                  | 宇宙専用                                          |
| MS-09R        | リック・ドム（ガトー専用）                    | 宇宙専用                                          |
| MS-09RS       | リック・ドム（シャア専用）                    | 宇宙専用                                          |
| MS-09R-2      | リック・ドムII（コロニー仕様）                | 地上専用                                          |
| MS-11         | アクトザク                                    |                                                   |
| MS-14A        | ゲルググ                                      |                                                   |
| MS-14A        | ゲルググ（ガトー専用）                        |                                                   |
| MS-14S        | ゲルググ（指揮官用）                          |                                                   |
| MS-14S        | シャア専用ゲルググ                            |                                                   |
| MS-14JG       | ゲルググJ                                     |                                                   |
| MS-14B        | 高機動型ゲルググ（ジョニー・ライデン専用）    |                                                   |
| MS-14B        | 高機動型ゲルググ（シン・マツナガ専用）        |                                                   |
| MS-14C        | ゲルググキャノン                              |                                                   |
| YMS-15        | ギャン                                        |                                                   |
| MS-18E        | ケンプファー                                  |                                                   |
| MSM-07        | ズゴック                                      | 水陸両用                                          |
| MSM-07S       | シャア専用ズゴック                            | 水陸両用                                          |
| MSM-07E       | ズゴックE                                     | 水陸両用                                          |
| MSM-04        | アッガイ                                      | 水陸両用                                          |
| MSM-03        | ゴッグ                                        | 水陸両用                                          |
| MSM-03C       | ハイゴッグ                                    | 水陸両用                                          |
| MSM-10        | ゾック                                        | 水陸両用                                          |
| EMS-05        | アッグ                                        | 水陸両用                                          |
| MSM-04N       | アッグガイ                                    | 水陸両用                                          |
| MSM-04G       | ジュアッグ                                    | 水陸両用                                          |
| MSM-08        | ゾゴック                                      | 水陸両用                                          |
| MSN-01        | サイコミュ高機動試験用ザク                    | 宇宙・ＮＴ専用                                    |
| MSN-02        | ジオング                                      | 宇宙・ＮＴ専用                                    |
| MSN-02        | パーフェクトジオング                          |                                                   |
| RX-79BD-2     | ブルーディスティニー2号機                     | NT搭乗不可                                        |
| MAM-07        | グラブロ                                      | 水中専用                                          |
| MAX-03        | アッザム                                      | 地上専用                                          |
| UNKNOWN       | アプサラスI                                   | 地上専用                                          |
| UNKNOWN       | アプサラスII                                  | 地上専用                                          |
| UNKNOWN       | アプサラスIII                                 | 地上専用                                          |
| MA-05         | ビグロ                                        | 宇宙専用                                          |
| MA-04X        | ザクレロ                                      | 宇宙専用                                          |
| MAN-03        | ブラウ・ブロ                                  | 宇宙・ＮＴ専用                                    |
| MAN-08        | エルメス                                      | 宇宙・ＮＴ専用                                    |
| MA-08         | ビグ・ザム                                    |                                                   |

### U.C.0083（デラーズ紛争）の機体
| 地球連邦軍         |                                     |                  |
| 型式番号           | 機体名                              | 備考             |
| RX-78GP01          | ガンダム試作1号機                   |                  |
| RX-78GP01-Fb       | ガンダム試作1号機Fb                 | 宇宙専用         |
| RX-78GP03          | ガンダム試作3号機                   | 宇宙専用         |
| RGM-79             | パワード・ジム                      | 地上専用         |
| RGM-79C            | ジム改                              | 宇宙専用         |
| RGM-79C            | ジム改（砂漠戦仕様）                | 地上・砂漠戦専用 |
| RGM-79N            | ジム・カスタム                      |                  |
| RGM-79Q            | ジム・クゥエル                      |                  |
| RGC-83             | ジム・キャノンII                    |                  |
| RB-79C             | ボール改修型                        | 宇宙専用         |
| MS-06F2            | ザクII F2型（連邦軍仕様）           |                  |
| MS-14F             | ゲルググM（連邦軍仕様）             |                  |
| デラーズ・フリート |                                     |                  |
| 型式番号           | 機体名                              | 備考             |
| MS-06F-2           | ザクII F2型                         |                  |
| MS-06F-2           | ザクII F2型 (キンバライド基地仕様） |                  |
| MS-06F-2           | ザクII F2型（ビッター専用）         |                  |
| MS-09F/Trop        | ドム・トローペン                    | 地上・砂漠戦専用 |
| MS-09F/Trop        | ドム・トローペン（サンドブラウン）  | 地上・砂漠戦専用 |
| MS-09RII           | リック・ドムII                      | 宇宙専用         |
| MS-21C             | ドラッツェ                          | 宇宙専用         |
| YMS-16M            | ザメル                              | 地上専用         |
| MA-06              | ヴァル・ヴァロ                      | 宇宙専用         |
| AGX-04             | ガーベラ・テトラ                    |                  |
| RX-78GP02          | ガンダム試作2号機                   |                  |
| MS-14F             | ゲルググM                           |                  |
| MS-14Fs            | ゲルググM（シーマ専用）             |                  |
| AMX-002            | ノイエ・ジール                      | 宇宙専用         |

### U.C.0087（グリプス戦役）の機体
| エゥーゴ       |                                   |               |
| 型式番号       | 機体名                            | 備考          |
| RGM-79R        | ジムII（エゥーゴ仕様）            |               |
| MSA-003        | ネモ                              |               |
| RMS-099        | リック・ディアス                  |               |
| RMS-099        | リック・ディアス（赤）            |               |
| MSN-00100      | 百式                              |               |
| RX-178         | ガンダムMk-II（エゥーゴ仕様）     |               |
| FXA-05D+RX-178 | スーパーガンダム                  |               |
| MSZ-006        | Ζガンダム                         |               |
| MSZ-006-3      | Ζガンダム3号機                    |               |
| MSA-005        | メタス                            |               |
| MSK-008        | ディジェ                          | 地上専用      |
| ティターンズ   |                                   |               |
| 型式番号       | 機体名                            | 備考          |
| RGM-79R        | ジムII（連邦軍仕様）              |               |
| RX-178         | ガンダムMk-II（ティターンズ仕様） |               |
| RMS-106        | ハイザック（ティターンズ仕様）    |               |
| RMS-106        | ハイザック（連邦軍仕様）          |               |
| RMS-106CS      | ハイザック・カスタム              |               |
| RMS-117        | ガルバルディβ                     |               |
| RMS-108        | マラサイ                          |               |
| MS-06K         | ザクキャノン（連邦軍仕様）        | 宇宙専用      |
| PMX-000        | メッサーラ                        |               |
| NRX-044        | アッシマー                        | 地上専用      |
| NRX-044        | アッシマー（ティターンズ仕様）    | 地上専用      |
| ORX-005        | ギャプラン                        |               |
| MRX-009        | サイコガンダム                    | 地上/ＮＴ専用 |
| RX-110         | ガブスレイ                        |               |
| RX-139         | ハンブラビ                        |               |
| RMS-154        | バーザム                          |               |
| RX-160         | バイアラン                        |               |
| NRX-055        | バウンド・ドック                  |               |
| NRX-055        | バウンド・ドック（ゲーツ専用）    |               |
| MRX-010        | サイコガンダムMk-II               | ＮＴ専用      |
| PMX-001        | パラス・アテネ                    |               |
| PMX-002        | ボリノーク・サマーン              |               |
| PMX-003        | ジ・O                             |               |
| アクシズ       |                                   |               |
| 型式番号       | 機体名                            | 備考          |
| AMX-003        | ガザC                             |               |
| AMX-003        | ガザC（ハマーン専用）             |               |
| AMX-004        | キュベレイ                        | ＮＴ専用      |
| MS-06F         | ザクII                            |               |
| MS-06F2        | ザクII F2型                       |               |
| MS-09          | ドム                              | 地上専用      |
| MS-09R-2       | リック・ドムII                    | 宇宙専用      |
| MS-14A         | ゲルググ                          |               |
| MS-14F         | ゲルググM                         |               |

### U.C.0088（第一次ネオ・ジオン戦争）の機体
| エゥーゴ     |                                  |                |
| 型式番号     | 機体名                           | 備考           |
| MSZ-006      | Ζガンダム                        |                |
| MSZ-006      | Ζザク                            |                |
| MSA-005      | メタス                           |                |
| UNKNOWN      | キャトル                         |                |
| MSN-00100    | 百式                             |                |
| RX-178       | ガンダムMk-II（エゥーゴ仕様）    |                |
| MSZ-010      | ΖΖガンダム                       |                |
| AMX-004-2    | キュベレイMk-II（プル機）        | ＮＴ専用       |
| RGM-86R      | ジムIII                          |                |
| RGM-86R      | ジムIII（エゥーゴ仕様）          |                |
| FA-010S      | フルアーマーΖΖガンダム           |                |
| ネオ・ジオン |                                  |                |
| 型式番号     | 機体名                           | 備考           |
| AMX-003      | ガザC                            |                |
| AMX-006      | ガザD                            |                |
| AMX-101      | ガルスJ                          |                |
| AMX-102      | ズサ                             |                |
| UNKNOWN      | ゲゼ                             | 地上専用       |
| UNKNOWN      | ゲゼ（ヤザン機）                 | 地上専用       |
| AMX-103      | ハンマ・ハンマ                   |                |
| AMX-104      | R・ジャジャ                      |                |
| AMX-107      | バウ                             |                |
| AMX-107      | バウ（G）                        |                |
| AMX-008      | ガ・ゾウム                       |                |
| AMX-009      | ドライセン                       |                |
| AMX-004-2    | キュベレイMk-II（プル機）        | ＮＴ専用       |
| AMX-004-3    | キュベレイMk-II（プルツー機）    | ＮＴ専用       |
| AMX-109      | カプール                         |                |
| MS-06D       | ディザート・ザク                 | 地上・砂漠専用 |
| MS-06D       | ディザート・ザク（青の部隊仕様） | 地上・砂漠専用 |
| MS-09G       | ドワッジ                         | 地上・砂漠専用 |
| MS-09H       | ドワッジ改                       | 地上・砂漠専用 |
| MS-14A       | ゲルググ（マサイ専用）           | 地上・砂漠専用 |
| MS-14A       | ゲルググ（青の部隊仕様）         | 地上・砂漠専用 |
| RMS-119      | アイザック                       |                |
| MRX-010      | サイコガンダムMk-II              | ＮＴ専用       |
| AMX-011      | ザクIII                          |                |
| AMX-011S     | ザクIII改                        |                |
| AMA-01X      | ジャムル・フィン                 |                |
| MS-14J       | リゲルグ                         |                |
| RMS-099B     | シュツルム・ディアス             |                |
| MS-05B       | ザクI（タイガーバウム仕様）      |                |
| MSN-04       | アッグガイ（タイガーバウム仕様） |                |
| AMX-015      | ゲーマルク                       | ＮＴ専用       |
| AMX-117L     | ガズエル                         |                |
| AMX-117R     | ガズアル                         |                |
| AMX-014      | ドーベン・ウルフ                 |                |
| NZ-000       | クィン・マンサ                   | ＮＴ専用       |
| AMX-004G     | 量産型キュベレイ                 | ＮＴ専用       |
| AMX-004      | キュベレイ                       | ＮＴ専用       |

### U.C.0093（第二次ネオ・ジオン抗争）の機体
| 地球連邦軍   |                                               |                 |
| 型式番号     | 機体名                                        | 備考            |
| RGM-86R      | ジムIII                                       |                 |
| RGM-89       | ジェガン                                      |                 |
| RGM-89S      | スターク・ジェガン                            |                 |
| RGZ-91       | リ・ガズィ                                    |                 |
| RX-93        | νガンダム                                     | NT専用          |
| RX-93        | νガンダム（ダブル・フィン・ファンネル装備型） | NT専用          |
| FA-93HWS     | νガンダム（HWS装備型）                        | NT専用          |
| RX-93-ν2     | Hi-νガンダム                                  | NT専用          |
| ネオ・ジオン |                                               |                 |
| 型式番号     | 機体名                                        | 備考            |
| AMS-119      | ギラ・ドーガ                                  |                 |
| AMS-119      | ギラ・ドーガ（レズン専用）                    |                 |
| UNKNOWN      | ホビーハイザック                              |                 |
| MSN-03       | ヤクト・ドーガ（ギュネイ専用）                | NT専用          |
| MSN-03       | ヤクト・ドーガ（クェス専用）                  | NT専用          |
| MSN-04       | サザビー                                      | NT専用          |
| NZ-333       | α・アジール                                   | 宇宙専用/NT専用 |

### エクストラ
| その他MS      |                            |                                        |
| 型式番号      | 機体名                     | 備考                                   |
| RX-78-2       | ガンダムLS                 |                                        |
| RX-78/C.A.    | ガンダム（キャスバル専用） |                                        |
| MSA-0011      | Sガンダム                  |                                        |
| MSA-0011[Ext] | Ex-Sガンダム               |                                        |
| MSZ-006A1     | ΖプラスA1型                | 地上専用                               |
| MSZ-006C1     | ΖプラスC1型                |                                        |
| MSZ-006C1/2   | ΖプラスC1/2型              |                                        |
| FA-010A       | FAZZ                       |                                        |
| ORX-013       | ガンダムMk-V               |                                        |
| RMS-141       | ゼク・アイン               |                                        |
| RX-104FF      | ペーネロペー               | パイロットであるレーン・エイムは未登場 |
| RX-105        | Ξガンダム                  |                                        |
| F91           | ガンダムF91                |                                        |
| XM-07         | ビギナ・ギナ               |                                        |
| XMA-01        | ラフレシア                 | 宇宙専用/NT専用                        |
| UNKNOWN       | サム                       |                                        |
| UNKNOWN       | サク                       |                                        |
| UNKNOWN       | サク（シャア専用）         |                                        |

| サブフライトシステム（SFS） |                |
| 機体名                      | 備考           |
| バストライナー              | 宇宙専用       |
| ドダイYS                    | 地上専用       |
| スキウレ                    | 宇宙専用       |
| ドダイ改                    | 地上専用       |
| Gディフェンサー             |                |
| シャクルズ                  | 宇宙専用       |
| メガライダー                |                |
| ゲター                      | 宇宙専用       |
| ベースジャバー              | 地上専用       |
| バックウェポンシステム      | リ・ガズィ専用 |

## 登場キャラクター
主人公はニュータイプ（NT）かノーマルか選択可能。さらに男性は4種類、女性は2種類から選択可能となっている。主人公以外にゲストパイロットとして登場するキャラクターは合計69人。

### パイロット
| 主人公（連邦） - 連邦男性Aニュータイプ - 連邦男性Aノーマル - 連邦女性Aニュータイプ - 連邦女性Aノーマル - 連邦男性Bニュータイプ - 連邦男性Bノーマル - 連邦女性Bニュータイプ - 連邦女性Bノーマル - 連邦男性Cニュータイプ - 連邦男性Cノーマル - 連邦男性Dニュータイプ - 連邦男性Dノーマル | 主人公（ジオン） - ジオン男性Aニュータイプ - ジオン男性Aノーマル - ジオン女性Aニュータイプ - ジオン女性Aノーマル - ジオン男性Bニュータイプ - ジオン男性Bノーマル - ジオン女性Bニュータイプ - ジオン女性Bノーマル - ジオン男性Cニュータイプ - ジオン男性Cノーマル - ジオン男性Dニュータイプ - ジオン男性Dノーマル |

| 0079 地球連邦軍(E.F.S.F.) - アムロ・レイ（古谷徹） - カイ・シデン（古川登志夫） - ハヤト・コバヤシ（鈴木清信） - シロー・アマダ（檜山修之） - クリスチーナ・マッケンジー（林原めぐみ） - マット・ヒーリィ（辻谷耕史） - エイガー（中井和哉） - ユウ・カジマ - ルース・カッセル（増谷康紀） - フォルド・ロムフェロー（うえだゆうじ） | 0079 ジオン公国軍（ZEON） - シャア・アズナブル（池田秀一） - ランバ・ラル（広瀬正志） - ガイア（徳丸完） - アイナ・サハリン（井上喜久子） - バーナード・ワイズマン（辻谷耕史） - ノリス・パッカード（市川治） - ケン・ビーダーシュタット（楠大典） - ニムバス・シュターゼン（速水奨） - シン・マツナガ（中村秀利） - ジョニー・ライデン（井上和彦） - ララァ・スン（潘恵子） - ドズル・ザビ（玄田哲章） - マ・クベ（田中正彦） |

| 0083 地球連邦軍（E.F.S.F.） - コウ・ウラキ（堀川りょう） - サウス・バニング（菅原正志） | 0083 デラーズ・フリート（DELAZ FLEET） - アナベル・ガトー（大塚明夫） - シーマ・ガラハウ（真柴摩利） |

| 0087 エゥーゴ（A.E.U.G.） - カミーユ・ビダン（飛田展男） - クワトロ・バジーナ（池田秀一） - アムロ・レイ（古谷徹） - エマ・シーン（岡本麻弥） - レコア・ロンド（勝生真沙子） - ファ・ユイリィ（新井里美） | 0087 ティターンズ（TITANS） - ジェリド・メサ（井上和彦） - フォウ・ムラサメ（ゆかな） - パプテマス・シロッコ（島田敏） - ブラン・ブルターク（中村秀利） - サラ・ザビアロフ（島村香織） - ヤザン・ゲーブル（大塚芳忠） - ロザミア・バダム（浅川悠） - レコア・ロンド（勝生真沙子） 0087 アクシズ（AXIS） - ハマーン・カーン（榊原良子） |

| 0088 エゥーゴ（A.E.U.G.） - ジュドー・アーシタ（矢尾一樹） - ビーチャ・オーレグ（拡森信吾） - ルー・ルカ（松井菜桜子） - エルピー・プル（本多知恵子） | 0088 ネオ・ジオン（NEO ZEON） - エルピー・プル（本多知恵子） - プルツー（本多知恵子） - マシュマー・セロ（堀内賢雄） - キャラ・スーン（山下亜矢香） - グレミー・トト（カシワクラツトム） - ヤザン・ゲーブル（大塚芳忠） - ラカン・ダカラン（大林隆介） - ハマーン・カーン（榊原良子） |

| 0093 地球連邦軍（E.F.S.F.） - アムロ・レイ（古谷徹） - ケーラ・スゥ（安達忍） - ハサウェイ・ノア（佐々木望） | 0093 ネオ・ジオン（NEO ZEON） - シャア・アズナブル（池田秀一） - クェス・パラヤ（川村万梨阿） - ギュネイ・ガス（山寺宏一） - レズン・シュナイダー（伊倉一恵） |

エクストラ
- マフティー・ナビーユ・エリン（ハサウェイ・ノア）（佐々木望）
- シーブック・アノー（辻谷耕史）
- セシリー・フェアチャイルド（冬馬由美）
- カロッゾ・ロナ（前田昌明）

### オペレーター
ノエル・アンダーソン
声：那須めぐみ
機動戦士ガンダム戦記 Lost War Chroniclesから登場。エキストラミッション「閃光のハサウェイ」では連邦軍のオペレーターを務めている。
ホア・ブランシェット
声：大原さやか
機動戦士ガンダム MS戦線0079から登場。エキストラミッション「フォーミュラ計画の結晶」ではクロスボーン・バンガードのオペレーターを務めている。
ミユ・タキザワ
声：大原さやか
機動戦士ガンダム外伝 宇宙、閃光の果てに…から登場。
エレン・ロシュフィル
声：堀江由衣
機動戦士ガンダム クライマックスU.C.から登場。
ユウキ・ナカサト
声：浅野真澄
機動戦士ガンダム戦記 Lost War Chroniclesから登場。エキストラミッション「貞淑の象徴」ではマフティーのオペレーターを務めている。
アン・フリーベリ
声：折笠富美子
機動戦士ガンダム MS戦線0079から登場。エキストラミッション「ラフレシア・プロジェクト」では連邦軍のオペレーターを務めている。
女性兵士
声：荒木香恵
機動戦士ガンダム 第08MS小隊から登場。

## 登場作品
- 機動戦士ガンダム
- MSV
- 機動戦士ガンダム 第08MS小隊
- 機動戦士ガンダム0080 ポケットの中の戦争
- 機動戦士ガンダム外伝 THE BLUE DESTINY
- 機動戦士ガンダム外伝 コロニーの落ちた地で
- ジオニックフロント 機動戦士ガンダム0079
- 機動戦士ガンダム戦記 Lost War Chronicles
- 機動戦士ガンダム クライマックスU.C.
- 機動戦士ガンダム MS戦線0079
- 機動戦士ガンダム外伝 宇宙、閃光の果てに…
- 機動戦士ガンダム0083 STARDUST MEMORY
- 機動戦士Ζガンダム
- ガンダム・センチネル
- 機動戦士ガンダムΖΖ
- 機動戦士ガンダム 逆襲のシャア
- 機動戦士ガンダム 閃光のハサウェイ（ゲスト登場）
- 機動戦士ガンダムF91（ゲスト登場）
- トニーたけざきのガンダム漫画